# Achaeopsis
Achaeopsis is een geslacht van kreeftachtigen uit de klasse van de Malacostraca (hogere kreeftachtigen).

## Soort
- Achaeopsis spinulosa Stimpson, 1857